# Mynonebra villica
Mynonebra villica là một loài bọ cánh cứng trong họ Cerambycidae.